# Primorsko
Primorsko (bulharsky Приморско) je malé město v jihovýchodním Bulharsku v burgaské provincii. Leží 52 km jižně od Burgasu. Průměrná teplota v červenci je 27 °C.
Na jih od městečka, za přístavem ústí Ďábelská řeka (Djavolska reka). Asi 5 km na sever za poloostrovem Maslen nos po hlavní silnici směrem na Burgas ústí řeka Ropotamo. Je zde již dlouhá léta přírodní vodní rezervace, kde hnízdí vodní ptáci, například kormoráni, a rostou lekníny. Část řeky je přístupná na lodích s průvodcem.

## Poloha
Primorsko leží na malém poloostrově při pobřeží Černého moře na úpatí pohoří Strandža.

## Historie
Letovisko Primorsko vzniklo až po osvobození Bulharska od turecké nadvlády v roce 1848, a to pod názvem Krjuprija. Byli zde umístěni lidé z planiny Strandža.
Pobřeží v okolí Primorska je poseto troskami velkých starobylých měst. Nejdéle se udrželo město Ranuli, rozkládající se na vrchu s názvem Волчаново кале. Zbytky městských hradeb dnes ohraničují plochu asi 30 hektarů. Podle historiků se jedná o jedno z největších pevnostních měst v Bulharsku. V době svého rozkvětu bylo centrem této oblasti.
Na pobřeží či plážích se dají často najít omleté malé kousky staré keramiky.[zdroj⁠?!]
V roce 2003 proběhly v okolí historického Ranuli úspěšné archeologické vykopávky. Předpokládalo se, že jako každé město má svá kultovní místa i mimo hradby. V oblasti 2-3 km od hradeb na mysu Maslen nos byly nalezeny časem téměř nedotčené pozůstatky svatyně – observatoře nazvané Beglik Taš. Ta byla vybudována z mohutných částečně opracovaných kamenů, rozestavených do nepravidelného kruhu. Mezerami mezi kameny v období slunovratu a rovnodennosti prochází sluneční paprsky. Svatyně byla vybudována pravděpodobně ve 14. století př. n. l. a používala se do 5. století př. n. l.

## Zajímavost
Je to jeden z oblíbených cílů českých turistů, což způsobilo, že je zde řada nápisů v češtině a že většina restaurací a hotelů má svou nabídku uvedenou česky.

### Reference

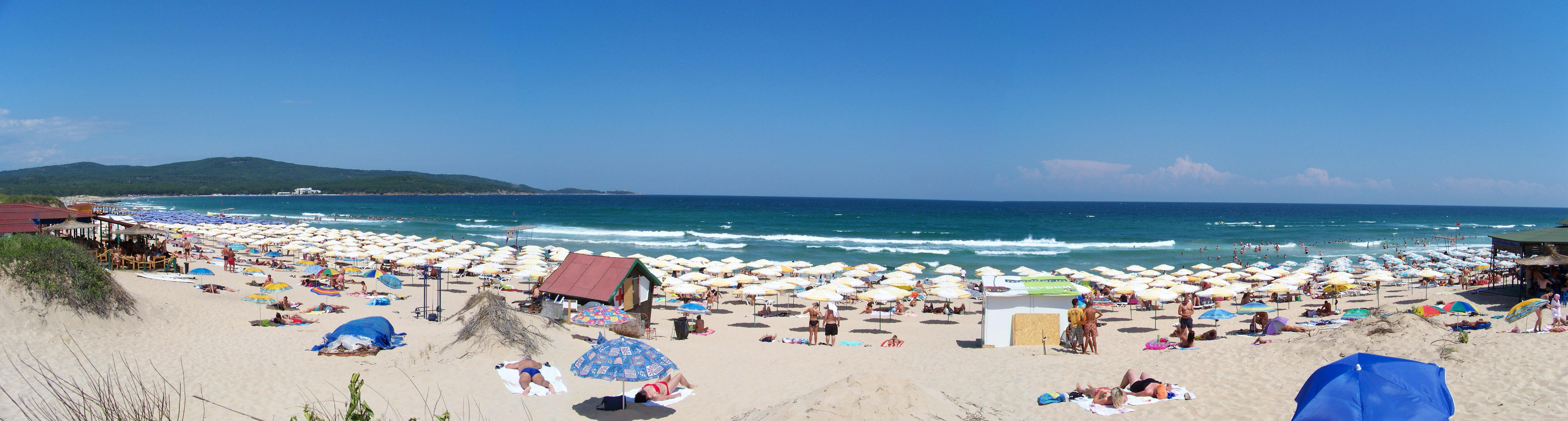
Severní pláž